# All Kinds of Everything
Chansons représentant l'Irlande au Concours Eurovision de la chanson
The Wages of Love
(1969) One Day Love
(1971)
Chansons ayant remporté le Concours Eurovision de la chanson
 Vivo cantando 
  Un jour, un enfant 
  De troubadour 
  Boom Bang-a-Bang
(1969)  Un banc, un arbre, une rue
(1971)
All Kinds of Everything (« Toutes sortes de choses ») est la chanson gagnante du Concours Eurovision de la chanson 1970, interprétée par la chanteuse irlandaise Dana et dirigée par le chef d'orchestre néerlandais Dolf van der Linden. C'est la première victoire de l'Irlande à l'Eurovision.

## À l'Eurovision
Elle est intégralement interprétée en anglais, une des langues officielles, comme l'impose la règle entre 1966 et 1973.
Il s'agit de la douzième et dernière chanson interprétée lors de la soirée, après Katja Ebstein qui représentait l'Allemagne avec Wunder gibt es immer wieder. À l'issue du vote, elle a obtenu 32 points, se classant 1re à égalité sur 16 chansons,.

## Classements
| Classement (1970)                      | Meilleure position |
| -------------------------------------- | ------------------ |
| Afrique du Sud (Springbok Radio)       | 7                  |
| Allemagne (Schallplatte)               | 3                  |
| Allemagne (Media Control AG)           | 4                  |
| Autriche (Ö3 Austria Top 40)           | 7                  |
| Belgique (Flandre Ultratop 50 Singles) | 1                  |
| Irlande (Irish Singles Chart)          | 1                  |
| Israël (Galeï Tsahal)                  | 3                  |
| Malaisie[réf. nécessaire]              | 3                  |
| Nouvelle-Zélande (NZBC)                | 8                  |
| Pays-Bas (Nederlandse Top 40)          | 2                  |
| Pays-Bas (Single Top 100)              | 2                  |
| Royaume-Uni (UK Singles Chart)         | 1                  |
| Singapour (Radio Singapore)            | 1                  |
| Suisse (Schweizer Hitparade)           | 3                  |
| Yougoslavie (Radio TV Revija)          | 4                  |